# Foucarmont
Foucarmont è un comune francese di 1 044 abitanti situato nel dipartimento della Senna Marittima nella regione della Normandia.

## Società

### Evoluzione demografica
Abitanti censiti